# Villanueva del Ariscal
Villanueva del Ariscal es un municipio y localidad española de la provincia de Sevilla, en la comunidad autónoma de Andalucía. Situado en la comarca de El Aljarafe, tiene una población de 6673 habitantes.

## Datos básicos
En el año 2018 contaba con 6748 habitantes. Su extensión superficial es de 4,70 km² y tiene una densidad de 1293,19 hab/km². Sus coordenadas geográficas son 37° 23′ N, 6° 08′ O. Se encuentra situada a una altitud de 156 metros y a 15 kilómetros de la capital de provincia, Sevilla. Actualmente y desde el 13 de junio de 2015 su alcalde es Martín Torres Castro (PP).

## Historia
En un principio fue villa romana y posteriormente alquería árabe. En el repartimiento de Sevilla fue dada a la Orden de Santiago en la persona de su maestre Pelay Correa, en 1253. Desde fines del siglo XIV fue constituida como centro administrativo y judicial de las villas y lugares pertenecientes a la Orden de Santiago en el Aljarafe, y en ella se creó una vicaría dependiente de la diócesis del Priorato de San Marcos de León, hasta que, creado el obispado de Llerena, quedó como dependencia intermedia entre el priorato y la vicaría.
En 1537, Villanueva fue comprada, junto a los heredamientos de Torrequemada y el Almuédano, por Jorge de Portugal, futuro conde de Gelves, al precio de 9,2 millones de maravedíes. La villa contaba por entonces con 199 vasallos y su principal riqueza era el cultivo de la vid. Por ello aparece en un cuartel del escudo de Villanueva el blasón de Portugal. En 1629 el rey Felipe III creó el marquesado de Villanueva del Ariscal para una descendiente de Jorge de Portugal.
En 1831 dejó de ser cabecera de la Orden de Santiago, pasando a las jurisdicciones civil y eclesiástica ordinarias. Hasta 1873 perteneció a la diócesis del Priorato de San Marcos de León. A partir de ese año fue anexionada a la diócesis de Sevilla.
Desde principios del siglo XX hasta 1965 continúa el crecimiento hacia el oeste, apareciendo un nuevo eje de desarrollo en la carretera de Olivares (al norte). La expansión hacia el sur es aún poco importante, aunque es ahí donde se va a ubicar un nuevo acceso al pueblo con la construcción de una semirronda.
Desde 1965 a 1980, el crecimiento se produce por diversas urbanizaciones de segundas residencias (hasta ahora inexistentes en el municipio), situadas al este y al sur del casco, a caballo entre los términos de Villanueva y de Espartinas. También se terminan ahora algunas barriadas de viviendas adosadas iniciadas en la década de los 60. El crecimiento de los últimos años se ha encontrado al este y al sur con el límite administrativo del término de Espatinas. Por ello, la expansión de Villanueva se ha orientado hacia el norte y el oeste, primero con intervenciones tradicionales y después con tipologías de viviendas adosadas sobre un viario regular. Se han ido ocupando, como extensión del casco urbano, los terrenos envueltos por la semirronda, al tiempo que en la salida de la carretera de Olivares han surgido nuevas viviendas de segundas residencias.
La morfología resultante en la actualidad es irregular y algo dispersa.

## Demografía
Cuenta con una población de 6938 habitantes (INE 2024).
| Gráfica de evolución demográfica de Villanueva del Ariscal entre 1842 y 2021                                          |
| |
| Población de derecho según los censos de población del INE. Población de hecho según los censos de población del INE. |

## Economía

#### Evolución de la deuda viva municipal
| Gráfica de evolución de Deuda viva del Ayuntamiento de Villanueva del Ariscal entre 2008 y 2019                                |
| |
| Deuda viva del Ayuntamiento de Villanueva del Ariscal en miles de Euros según datos del Ministerio de Hacienda y Ad. Públicas. |

## Patrimonio

### Iglesia parroquial de Santa María de las Nieves

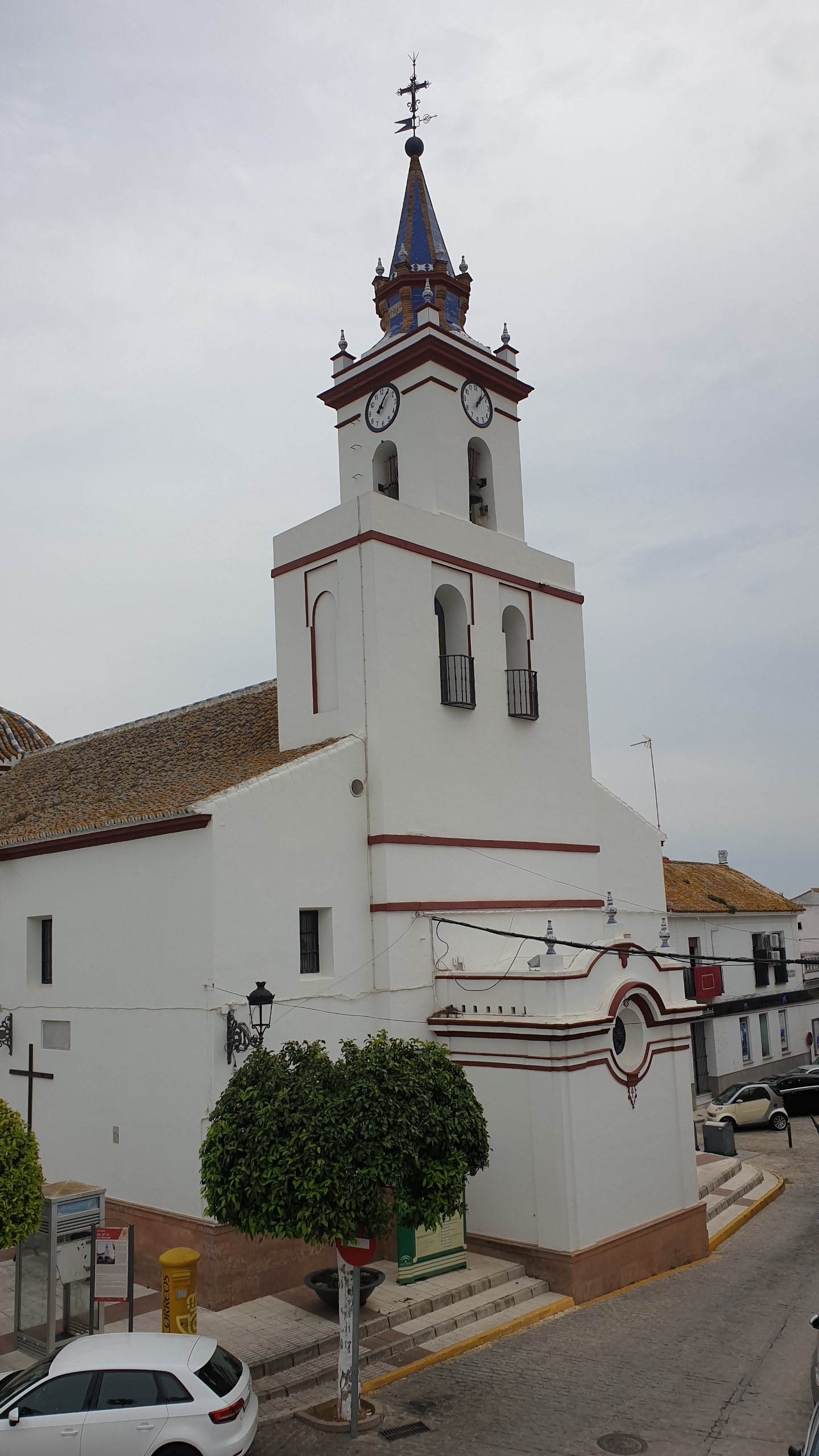
Torre de la parroquia de Santa María de las Nieves.

Templo levantado a expensas del cardenal Delgado y Venegas, ilustre hijo de la villa, finalizándose en 1777. Se construyó sobre una antigua, que ya existía en 1583. Edificio de tres naves abovedadas. En sus retablos y capillas se encuentran imágenes y lienzos de los siglos XVII, XVIII y XIX. El cardenal Delgado ha sido el único príncipe de la iglesia sevillano hasta nuestros días. Su casa natal se encuentra en la calle Cardenal Delgado número 7, mostrando en su fachada el escudo cardenalicio del citado hijo de Villanueva labrado en piedra.
En la parroquia se encuentran lienzos de gran valor artístico e imágenes de escultores sevillanos de la talla de Juan de Mesa y Montes de Oca. A este último se le atribuye la imagen de María Santísima de los Dolores, titular de la hermandad de la Vera Cruz.
Destacable ha sido los esfurzos de los sucesivos párrocos por conservar el templo, con la restauración de significativas obras de arte, la recuperación de la cerámica del techo existente de la época mozárabe, la restauración del campanario y su automatización y otras más. También se han reformado la casa parroquial y los salones parroquiales para el uso y disfrute de los vecinos de la localidad. En 2008 se acometió la obra para la iluminación artística del templo parroquial patrocinada por fundaciones sevillanas.
En la parroquia es destacable el órgano: instrumento barroco de gran porte y sonoridad, además de gran valor musical por ser de los pocos que se conservan de su época en la zona. Está en perfecto estado de uso.
Destacan también las aportaciones que el cardenal Venegas, hizo al ajuar del templo: la gran lámpara de plata que cuelga en la nave central del templo y un cáliz de oro.
Actualmente[¿cuándo?] su párroco es José Joaquín Sierra Silva, natural de la localidad.

### Ermita de San Miguel
En esta Ermita se halla la Imagen de la Inmaculada Concepción, patrona de la localidad. Es un sencillo edificio que consta de una nave cubierta con bóveda de medio cañón y cúpula en la cabecera. La portada del lado izquierdo se remata por una espadaña y la de los pies contiene azulejos con la representación de San Miguel Arcángel, del siglo XVIII. El interior se halla muy restaurado.

### Arquitectura civil
La Hacienda Pata de Hierro (actual Bodegas Góngora) conserva una viga de husillo en el lagar de la bodega que data del siglo XVI. Se encuentra en perfecto estado de uso gracias a los mimos y cuidados de sus dueños. Es un placer para la vista poderla ver en funcionamiento realizando la pisa de la uva durante la vendimia. 

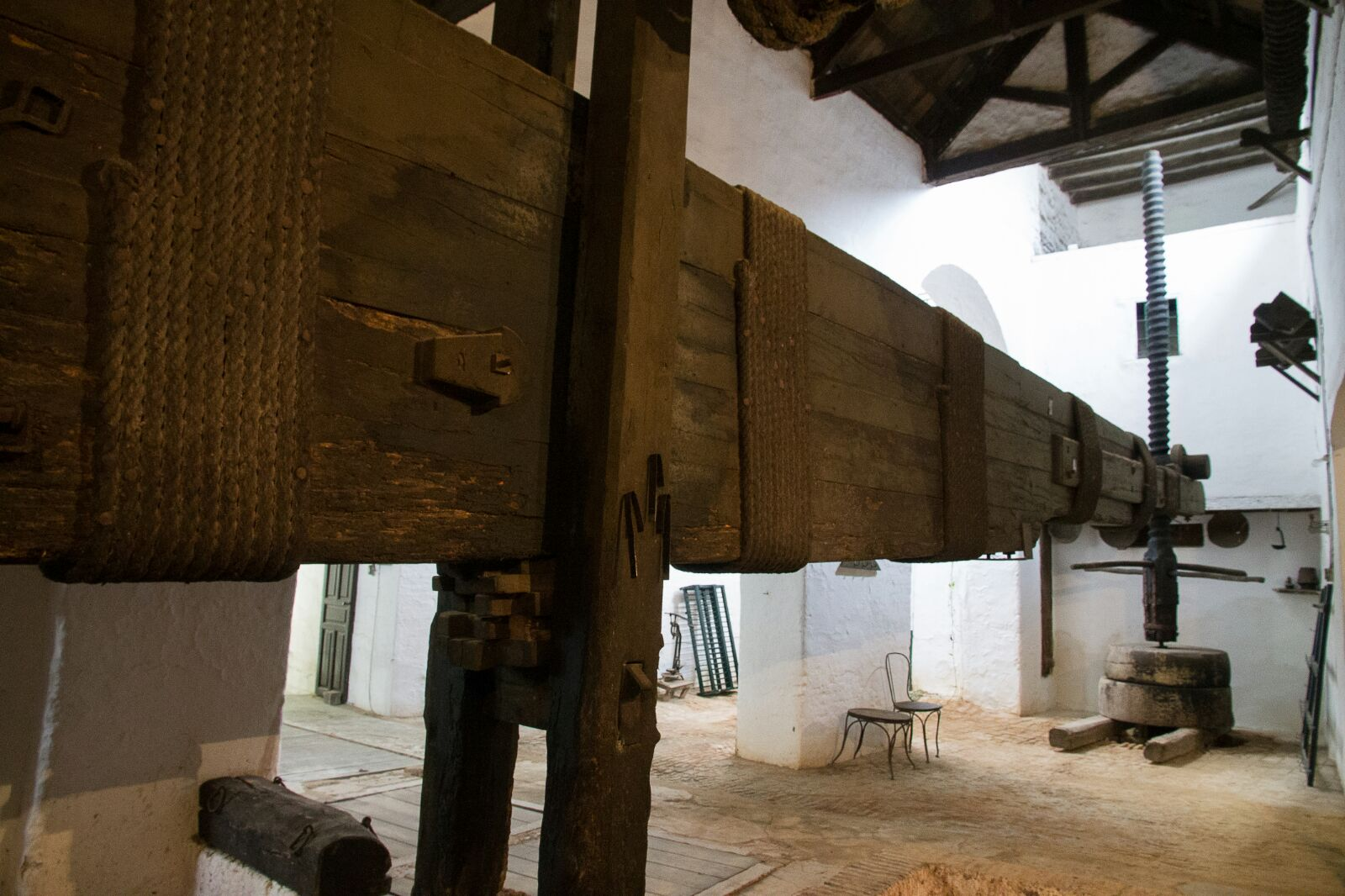
Viga de Husillo y Quintal de Bodegas Góngora de Villanueva del Ariscal

Cabe destacar también, por la gracia que aportan a la silueta paisajística, las torrecillas de contrapeso que aún quedan en pie, recuerdo perpetuo de los innumerables lagares que en el pueblo hubo. De entre ellas y por su buen estado de conservación destacamos las dos torres de la Bodega de Luis García, en la calle Santísima Trinidad; la Torre del Molino, sita en la plaza del mismo nombre y propiedad en el pasado de la familia Limón; la de Bodegas Góngora; en la calle Rey Juan Carlos I (única torre que continúa siendo contrapeso de la viga que mencionamos con anterioridad) y la del Secretario, situada en la Plaza de España.

## Comunicaciones
- Autobús: Por Villanueva pasan tres líneas de autobuses interurbanos(M-166, M-167 y M-102) que conectan el municipio con el resto del Aljarafe y con la ciudad de Sevilla.
- Tren: En el municipio se encuentra la estación de cercanías del municipio perteneciente a la línea C-5 del núcleo de Cercanías Sevilla. La estación de Villanueva del Ariscal-Olivares ubicada a 500 metros del casco antiguo del municipio (la estación es una de las dos de la línea que está compartida entre dos municipios).

## Fiestas
- Cabalgata de Reyes Magos (5 de enero): Es una cabalgata con fama extendida por toda Sevilla debido a su organización y sus particularidades. Se tiran más de cuarenta kilos de chacina envasada -jamón, caña de lomo, queso,...- e incluso langostinos, además de 40.000 juguetes, con peluches de todos los tamaños, 20.000 balones y 15.000 kilos de caramelos. La fiesta está organizada por una Asociación sin ánimo de lucro e independiente del Ayuntamiento de la localidad, de la que forman parte veintitrés personas.Cartel de las V Jornadas Enoturísticas y Japan Tour.

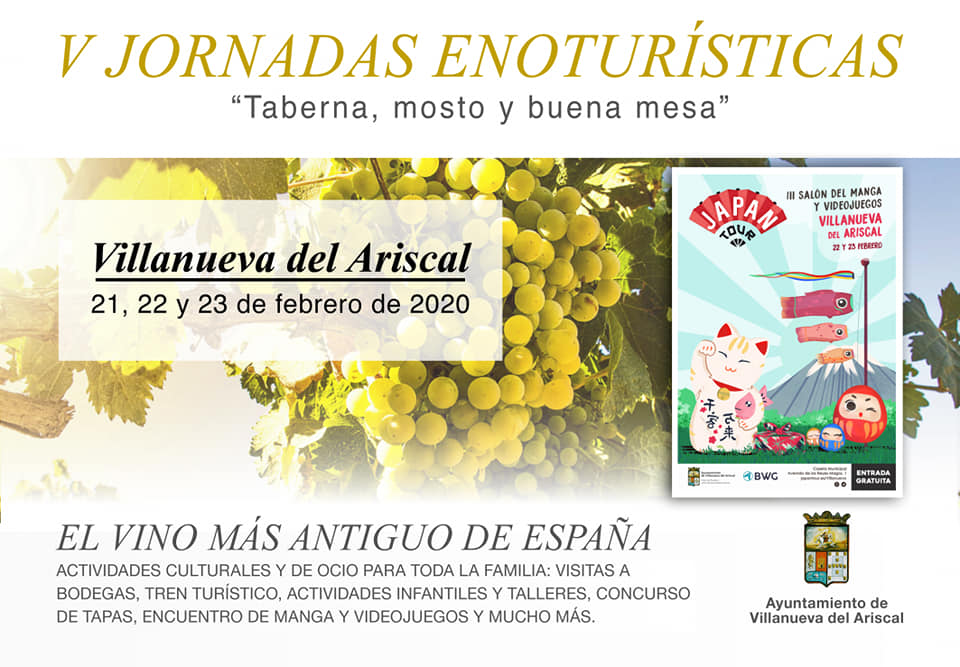
Cartel de las V Jornadas Enoturísticas y Japan Tour.

- Jornadas Enoturísticas "Taberna, mosto y buena mesa": Desde hace unos años el Ayuntamiento viene celebrando unas jornadas en torno al establecimiento típico local "la taberna" y "el mosto del aljarafe sevillano". Pretende promocionar el atractivo turístico de la localidad en torno a sus monumentos, gastronomía, artesanía y comercio.
- Semana Santa (Viernes de Dolores): Salida procesional de la Hermandad de la Vera Cruz a partir de las 21 horas desde la Iglesia Parroquial Santa María de las Nieves.
- Primer domingo de mayo: Su divina Majestad en Público. Procesión en la que el Santísimo Sacramento visita las casas de los enfermos e impedidos de la localidad.
- Fiestas Patronales de Santiago y Corpus. Solemne Procesión del Corpus Christi. Por tradición ancestral, en la localidad la Procesión del Corpus se celebra el día 25 de julio, debida a una especial vinculación de la villa con la Orden de Santiago (24, 25 y 26 de julio).
- Feria y Fiesta de la Vendimia: Declarada de Interés Turístico de Andalucía, la Fiesta de la Vendimia tuvo su comienzo en el año 1954 a iniciativa de un alcalareño afincado en Villanueva, José Santos Piña, corresponsal de prensa (el Ayuntamiento en el pleno celebrado el 24 de noviembre de 2003 le dedicó una calle). Suele celebrarse a finales del mes de agosto y principios del mes de septiembre de cada año y nació con la finalidad de dar a conocer en el mercado nacional los vinos locales. Con tal motivo se organizan distintos actos paralelos a la feria:Cartel Fiesta de la Vendimia 2018

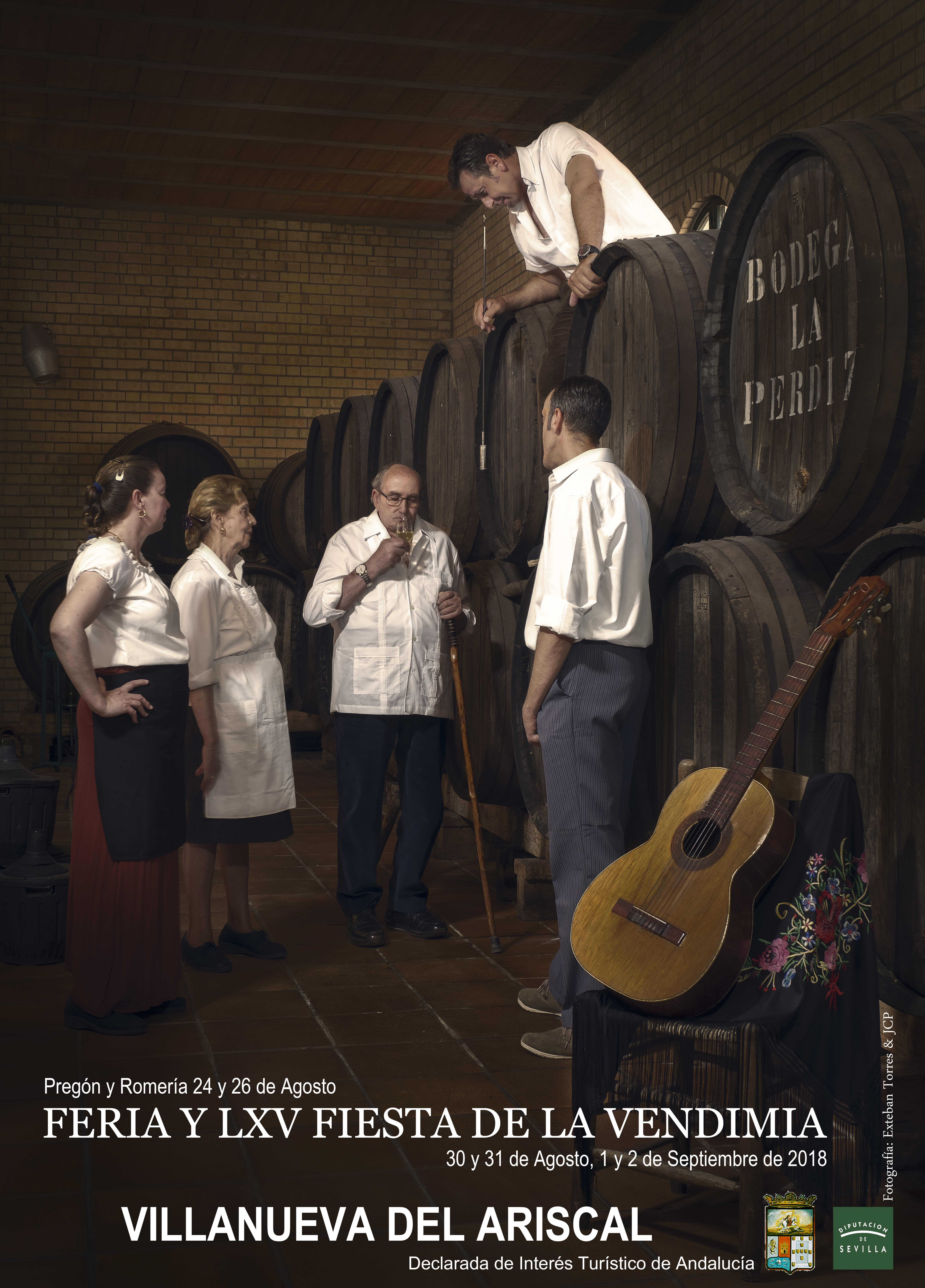
Cartel Fiesta de la Vendimia 2018

  1. Pregón de la Vendimia, en el transcurso del cual tiene lugar la Coronación de la Reina de la Fiesta y la presentación de su Corte de Honor, de la Reina Infantil y sus damas, e imposición de insignia al Pregonero y Capataz Infantil.
  2. Romería, en la que participan carrozas, carros, caballistas, romeros a pie, etcétera, llevando a San Ginés, patrón de la viticultura, al Santuario de Nuestra Señora de Loreto, donde es ofrecido el primer fruto de la vid a la Patrona del Aljarafe.
  3. La Pisa de la Uva y bendición del primer mosto del año.
  4. Paseo y concurso de caballistas.
- Día de la Inmaculada Concepción, el 8 de diciembre, cuando se celebra a la patrona del pueblo con Función de Iglesia y procesión solemne organizada por la Hermandad de la Pureza. En 2017 se celebra el II Centenario del Voto Concepcionista de Villanueva del Ariscal cuyo dogma de fe defendió incluso antes de la proclamación oficial de la propia Iglesia.

## Gastronomía

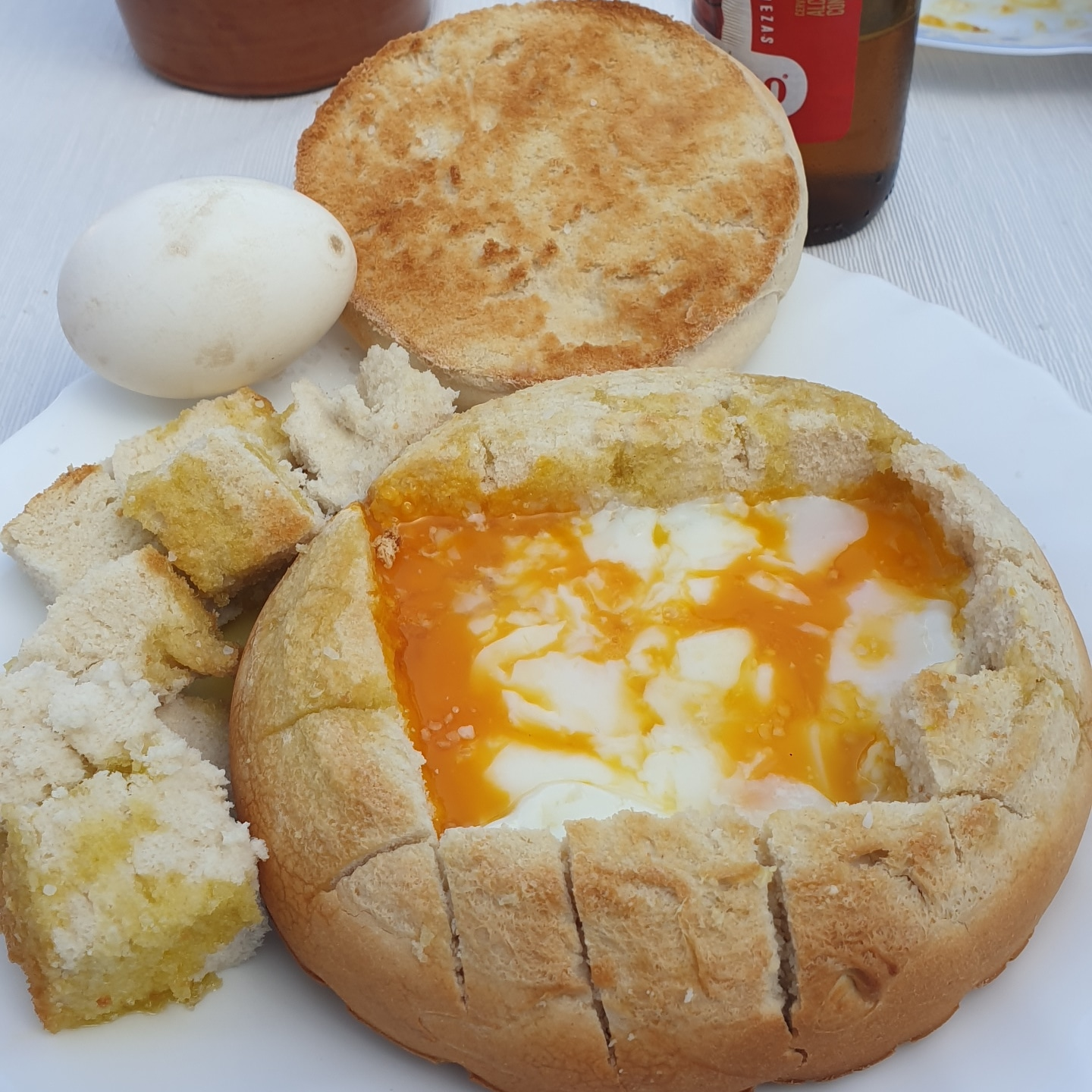
Tostá con huevo

La Tostada con Huevo es un exquisito y desconocido manjar muy fácil de elaborar y netamente ariscaleño. Se realiza con pan de "boba" hecho calas y tostado. Se frota la parte dorada con un ajo y se rocía generosamente con buen aceite de oliva y un punto de sal. Una vez realizada esta operación, se extraen las calas centrales de la "tostá" y se incorpora en este hueco un huevo pasado por agua. Se moja con las calas extraídas y se acompaña de lo que quiera. Unas cebolletas frescas del terreno y unas aceitunas moradas aliñadas pueden ser compañeras ideales de este plato.
Entre los dulces típicos de la localidad se pueden citar: bollitos de vino, tortas de masa, poleá, tortas de naranjas, tortas de relleno, piñonates, pestiños, hojuelas, roscos de naranja, magdalenas, bizcocho, arrope, torrijas, etcétera.